# Love Love Love

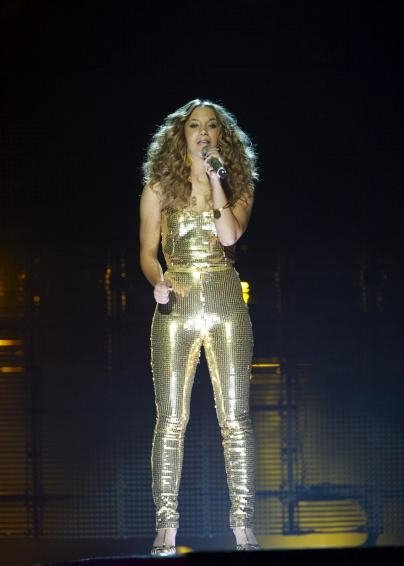
Agnes Carlsson chante Love Love Love au Melodifestivalen 2009.

Love Love Love est une chanson de la chanteuse suédoise Agnes Carlsson, sortie sur son troisième single le 27 février 2009. Elle l'a présentée au Melodifestivalen 2009, mais n'a pas été sélectionnée pour l'Eurovision.